# Сусік Дмитро Петрович
Дмитро́ Петрович Су́сік («Ришард», «Морський» * 8 листопада 1913 с. Дев'ятники, Жидачівський район, Львівська область † 22 жовтня 1999 там само) — визначний діяч ОУН, політв'язень.

## Життєпис
Народився 8 листопада 1913 року в селі Дев'ятники (тепер Жидачівського району Львівської області)
Закінчив економічний ліцей у Львові в 1934.
Член ОУН з 1931. Арештований у 1934 за підозрою в участі у «Варшавській справі». З-під слідства звільнений у 1936 за відсутністю доказів злочину.
В 1937 році Обласний Провід ОУН призначив його повітовим провідником ОУН у Бібрзькому повіті. В 1943 працює в осередку пропаганди Краєвого проводу ОУН, де був керівником друкарні. Крім того, в осередку пропаганди Головного Проводу ОУН під керівництвом Дужого Петра був організаційним провідником.
Арештований 4 червня 1945 року разом зі своїми товаришами по боротьбі. Засуджений на 10 + 5 років ув'язнення.
У 1954 вийшов на волю. Два роки проживав у Воркуті.
Помер 22 жовтня 1999 у рідному селі Дев'ятники.